# Zheng Yixin
Zheng Yixin (Zhangzhou, 6 maggio 1995) è una pallavolista cinese.
Gioca nel ruolo di centrale nello Zhejiang.

## Carriera
La carriera di Zheng Yixin inizia nel settore giovanile del Fujian, dove gioca fino al 2013; con la nazionale under 20 vince la medaglia d'oro al campionato mondiale under 20 2013 e nello stesso anno debutta in nazionale maggiore in occasione del Montreux Volley Masters 2013.
Nella stagione 2013-14 debutta nella Volleyball League A, quando viene promossa in prima squadra dal Fujian; con la nazionale under 23 vince la medaglia d'oro al campionato asiatico e oceaniano under 23 2015, dove viene premiata come miglior centrale, mentre con la nazionale maggiore si aggiudica l'oro alla Coppa asiatica 2016 e alla Grand Champions Cup 2017.
Nel campionato 2017-18, dopo l'eliminazione del suo club dalla corsa ai play-off scudetto, gioca in prestito allo Zhejiang; con la nazionale vince l'oro alla Coppa asiatica 2018, il bronzo alla Volleyball Nations League 2019, l'argento alla Volleyball Nations League 2023 e l'oro ai XIX Giochi asiatici.

## Palmarès

### Nazionale (competizioni minori)
- Campionato mondiale under 20 2013
- Campionato asiatico e oceaniano under 23 2015
- Montreux Volley Masters 2016
- Coppa asiatica 2016
- Montreux Volley Masters 2017
- Coppa asiatica 2018
- Giochi asiatici 2022

### Premi individuali
- 2015 - Campionato asiatico e oceaniano under 23: Miglior centrale